# 지가사키시
지가사키시(일본어: 茅ヶ崎市)는 일본 가나가와현 중부에 있는 시이다. 동쪽으로 후지사와시, 북쪽으로 사무카와정, 서쪽으로 히라쓰카시와 접하고 남쪽으로 사가미만과 접한다.

## 역사
사가미강 동쪽 기슭의 해안 정착지인 지가사키 주변 지역은 선사 시대부터 사람이 살았다. 이 지역은 에도 시대에 주로 농경지와 목초지였다. 에도와 교토를 연결하는 도카이도가 현재의 지가사키를 통과했으나 슈쿠바(역참)는 없었다. 이 지역은 에도 시대에 에도 막부의 직할령이었다.
메이지 시대가 시작된 후에 1898년에 도쿄와 오사카를 연결하는 도카이도 본선의 지가시키역이 개통하였고 이 지역은 개발되기 시작했다. 고자군의 지가사키촌은 1908년에 지가사키정이 되었다. 1921년에 지가사키와 북쪽 하시모토역을 연결하는 사가미선이 개통되었다. 지가사키는 1947년 10월 1일에 시가 되었다.
2003년 4월 1일에 지가사키시의 인구는 20만 명이 넘어 특례시가 되었다.

## 경제
지가사키는 주로 도쿄와 요코하마를 위한 베드타운이고 메이지 시대 이래로 해변 휴양지로 유명했다. 관광과 여름 레저 활동은 지역 경제의 중요한 기반이다.

## 교통

### 철도
- 동일본 여객철도
  - 도카이도 본선
  - 사가미선

### 도로
- 신쇼난 바이패스
- 국도 1호선
- 국도 134호선

## 인구
| 연도 | 인구    | ±%     |
| ---- | ------- | ------ |
| 1950 | 50,112  | —      |
| 1960 | 68,054  | +35.8% |
| 1970 | 129,621 | +90.5% |
| 1980 | 171,016 | +31.9% |
| 1990 | 201,675 | +17.9% |
| 2000 | 220,809 | +9.5%  |
| 2010 | 235,081 | +6.5%  |
| 2020 | 242,389 | +3.1%  |